# Festuca sommieri
Festuca sommieri är en gräsart som beskrevs av René Verriet de Litardière. Festuca sommieri ingår i släktet svinglar, och familjen gräs. Inga underarter finns listade i Catalogue of Life.